# Hôn nhân cùng giới ở New Zealand
Hôn nhân cùng giới được công nhận và thực hiện ở New Zealand. Một dự luật hợp pháp hóa đã được Hạ viện New Zealand thông qua vào ngày 17 tháng 4 năm 2013 với 77-44 phiếu và nhận được sự đồng ý của hoàng gia vào ngày 19 tháng 4. Nó có hiệu lực vào ngày 19 tháng 8 năm 2013, để có thời gian cho Bộ Nội vụ thực hiện các thay đổi cần thiết để cấp phép kết hôn và các tài liệu liên quan. New Zealand trở thành quốc gia đầu tiên ở Châu Đại Dương, thứ tư ở Nam bán cầu và tổng thể thứ mười lăm cho phép các cặp cùng giới kết hôn.
Quốc hội New Zealand có thể ban hành luật hôn nhân chỉ liên quan đến New Zealand thích hợp và Lãnh thổ phụ thuộc Ross (Nam Cực). Ba lãnh thổ khác tạo nên Vương quốc New Zealand, Quần đảo Cook, Niue và Tokelau, không công nhận hôn nhân cùng giới.

## Lịch sử
[[File:Same-sex marriage map Oceania.svg|thumb|left|upright=1.5|Công nhận các mối quan hệ cùng giới ở Châu Đại Dương
{{legend-shell|lang=en|title=Luật liên quan đến tình dục cùng giới ở Châu Đại Dương|
(Tên quốc gia sẽ xuất hiện khi di chuột qua khi bản đồ được xem ở kích thước đầy đủ. Các đường bao quanh là EEZ của mỗi quốc gia.)
]]

### Quilter v Attorney-General
Trường hợp Quilter v Attorney-General có nguồn gốc từ đầu năm 1996 khi ba cặp vợ chồng trong mối quan hệ lâu dài bị Tổng cục Đăng ký từ chối cấp giấy phép kết hôn vì hôn nhân theo luật chung là giữa một nam và một nữ. Vụ kiện chống lại Chính phủ đã được đưa ra Tòa án tối cao vào tháng 5 năm 1996. Những người nộp đơn lập luận rằng  Đạo luật hôn nhân 1955  đã không cấm kết hôn cùng giới và theo  Đạo luật Nhân quyền New Zealand 1990  và  Đạo luật Nhân quyền 1993 , phân biệt đối xử trên cơ sở khuynh hướng tình dục đã bị cấm.
Cả hai bên đều đồng ý rằng tại thời điểm  Đạo luật hôn nhân 1955  được viết vào những năm 1950, hôn nhân theo luật chung là giữa một người đàn ông và một người phụ nữ, điều này giải thích tại sao Đạo luật không quy định cụ thể như vậy - hôn nhân tình dục. Tuy nhiên, các ứng viên lập luận rằng theo  Đạo luật Nhân quyền 1993 , nghiêm cấm phân biệt đối xử dựa trên xu hướng tính dục, và phần 6 ("Giải thích phù hợp với Dự luật Quyền được ưu tiên") và 19 ("Tự do khỏi sự phân biệt đối xử") của  Đạo luật về Quyền của Đạo luật 1990 , New Zealand cấm phân biệt đối xử dựa trên xu hướng tính dục và do đó, người nộp đơn nên được phép kết hôn. Chính phủ trả lời đã trích dẫn phần 5 ("giới hạn chính đáng") của  Đạo luật về quyền lợi , cho phép các quyền và tự do trong  Dự luật về quyền  "chỉ tuân theo các giới hạn hợp lý theo quy định của pháp luật như có thể được chứng minh một cách rõ ràng trong một xã hội tự do và dân chủ ". Trong quyết định của mình, Tòa án tối cao đứng về phía Chính phủ và luật chung và nhắc lại rằng hôn nhân là giữa một nam và một nữ.
Phán quyết của Tòa án Tối cao đã được kháng cáo lên Tòa phúc thẩm (sau đó là tòa án cao nhất của New Zealand) vào tháng 12 năm 1997, giữ nguyên phán quyết.

### Ms. Juliet Joslin et al. v. New Zealand
Vào ngày 30 tháng 11 năm 1998, hai cặp vợ chồng tham gia Quilter v Attorney-General đã kiện New Zealand trước khi Ủy ban Nhân quyền Liên Hợp Quốc tuyên bố rằng việc nước này cấm kết hôn cùng giới đã vi phạm Công ước quốc tế về các quyền dân sự và chính trị. Ủy ban đã bác bỏ vụ kiện vào ngày 17 tháng 7 năm 2002.

### Bầu cử năm 2005
Trong bầu cử 2005, Thủ tướng Helen Clark tuyên bố rằng cô nghĩ rằng việc loại trừ các cặp cùng giới khỏi Đạo luật hôn nhân 1955, nhưng cô nói sẽ không thúc đẩy để thay đổi nó.

### Hôn nhân (Làm rõ giới tính) Dự luật sửa đổi 2005
Vào năm 2005, Tương lai thống nhất MP Gordon Copeland đã tài trợ cho Dự luật sửa đổi hôn nhân (làm rõ giới tính) sẽ sửa đổi Đạo luật hôn nhân 1955 để định nghĩa hôn nhân chỉ giữa một người đàn ông và một người phụ nữ và sửa đổi các biện pháp bảo vệ chống phân biệt đối xử trong Đạo luật về Quyền của Đạo luật 1990 liên quan đến tình trạng hôn nhân và gia đình để dự luật có thể đứng vững. Điều này đã bị chỉ trích bởi các đối thủ, chẳng hạn như Tổng chưởng lý Michael Cullen, như một cuộc tấn công "cực đoan" quá mức vào Bill of Rights. Dự luật cũng đã cấm việc công nhận các cuộc hôn nhân cùng giới từ nước ngoài như các cuộc hôn nhân ở New Zealand. Dự luật đã nhận được báo cáo Mục 7 cho không phù hợp với Đạo luật về Quyền của New Zealand 1990, đặc biệt là tự do khỏi sự phân biệt đối xử liên quan đến xu hướng tình dục.
Dự luật đã có cuộc tranh luận về lần đọc đầu tiên vào ngày 7 tháng 12 năm 2005 và sau đó đã thất bại 47 phiếu ủng hộ với 73 phiếu chống lại.
style="width:4px; " data-sort-value="New Zealand Labour Partyk" |

style="width:4px; " data-sort-value="New Zealand National Party" |

style="width:4px; " data-sort-value="New Zealand First" |

style="width:4px; " data-sort-value="Green Party of Aotearoa New Zealand" |

style="width:4px; " data-sort-value="Māori Party" |

style="width:4px; " data-sort-value="United Future" |

style="width:4px; " data-sort-value="ACT New Zealand" |

style="width:4px; " data-sort-value="Jim Anderton's Progressive Party" |

| Đảng                                | Đảng | Phiếu ủng hộ | Phiếu phản đối |
| ----------------------------------- | --- | --- | -------------- |
| New Zealand Labour Partyk           | 1 - Taito Phillip Field | 49 - Rick Barker - Tim Barnett - David Benson-Pope - Georgina Beyer - Mark Burton - Chris Carter - Steve Chadwick - Ashraf Choudhary - Helen Clark - Clayton Cosgrove - Michael Cullen - David Cunliffe - Lianne Dalziel - Harry Duynhoven - Ruth Dyson - Russell Fairbrother - Darien Fenton - Martin Gallagher - Phil Goff - Mark Gosche - Ann Hartley - George Hawkins - Dave Hereora - Marian Hobbs - Pete Hodgson - Parekura Horomia - Darren Hughes - Shane Jones - Annette King - Luamanuvao Winnie Laban - Moana Mackey - Steve Maharey - Nanaia Mahuta - Trevor Mallard - Sue Moroney - Damien O'Connor - Mahara Okeroa - David Parker - Jill Pettis - Lynne Pillay - Mita Ririnui - Ross Robertson - Dover Samuels - Maryan Street - Jim Sutton - Paul Swain - Judith Tizard - Margaret Wilson - Dianne Yates |                |
| New Zealand National Party          | 36 - Shane Ardern - Chris Auchinvole - David Bennett - Paula Bennett - Jackie Blue - Chester Borrows - Don Brash - Gerry Brownlee - David Carter - John Carter - Bob Clarkson - Jonathan Coleman - Judith Collins - Jacqui Dean - Bill English - Craig Foss - Jo Goodhew - Sandra Goudie - Nathan Guy - John Hayes - Phil Heatley - Paul Hutchison - Colin King - Wayne Mapp - Murray McCully - Allan Peachey - Eric Roy - Tony Ryall - Lockwood Smith - Nick Smith - Lindsay Tisch - Anne Tolley - Chris Tremain - Nicky Wagner - Kate Wilkinson - Richard Worth | 12 - Mark Blumsky - Brian Connell - Chris Finlayson - Tim Groser - Tau Henare - John Key - Simon Power - Katherine Rich - Clem Simich - Georgina te Heuheu - Maurice Williamson - Pansy Wong |                |
| New Zealand First                   | 5 - Peter Brown - Pita Paraone - Winston Peters - Barbara Stewart - Doug Woolerton | 2 - Brian Donnelly - Ron Mark |                |
| Green Party of Aotearoa New Zealand | – | 6 - Sue Bradford - Jeanette Fitzsimons - Sue Kedgley - Keith Locke - Nándor Tánczos - Metiria Turei |                |
| Māori Party                         | – | 3 - Te Ururoa Flavell - Pita Sharples - Tariana Turia |                |
| United Future                       | 3 - Gordon Copeland - Peter Dunne - Judy Turner | – |                |
| ACT New Zealand                     | 2 - Heather Roy - Rodney Hide | – |                |
| Jim Anderton's Progressive Party    | – | 1 - Jim Anderton |                |
| Tổng cộng                           | Tổng cộng | 47 | 73             |

### Hôn nhân (Định nghĩa về hôn nhân) Luật sửa đổi 2013
Vào ngày 14 tháng 5 năm 2012, Đảng Lao động MP Louisa Wall tuyên bố rằng cô ấy sẽ giới thiệu dự luật của thành viên tư nhân,  Hôn nhân (Định nghĩa về hôn nhân) Dự luật sửa đổi  (tiếng Māori: Te Pire Mārena Takatāpui), cho phép các cặp cùng giới kết hôn. Dự luật đã được gửi đến phiếu bầu của các thành viên vào ngày 30 tháng 5 năm 2012. Nó được rút ra từ lá phiếu và lần lượt thông qua bài đọc thứ nhất và thứ hai vào ngày 29 tháng 8 năm 2012 và ngày 13 tháng 3 năm 2013. Bài đọc cuối cùng được thông qua vào ngày 17 tháng 4 năm 2013 với 77 phiếu bầu cho 44. Những người ủng hộ trong các phòng trưng bày đã hoan nghênh đoạn văn của dự luật bằng những tràng pháo tay và hát bài tình ca Maori truyền thống "Pokarekare Ana", với nhiều nghị sĩ tham gia. Nhóm vận động bảo thủ Family First gọi đoạn văn của nó là "một hành động phá hoại văn hóa kiêu ngạo". Dự luật đã nhận được sự đồng ý của hoàng gia từ Toàn quyền Jerry Mateparae vào ngày 19 tháng 4 và có hiệu lực vào ngày 19 tháng 8 năm 2013.
Đạo luật sửa đổi  Hôn nhân (Định nghĩa về hôn nhân) 2013  sửa đổi  Đạo luật hôn nhân 1955  để bao gồm một định nghĩa về hôn nhân cho phép rõ ràng cho phép kết hôn cùng giới và sửa đổi luật pháp khác khi cần thiết. Định nghĩa có nội dung: "hôn nhân có nghĩa là sự kết hợp của 2 người, bất kể giới tính, xu hướng tính dục hay bản dạng giới" của họ. Trước khi thông qua Đạo luật, không có định nghĩa rõ ràng về hôn nhân trong luật pháp New Zealand.
style="width:4px; " data-sort-value="New Zealand National Party" |

style="width:4px; " data-sort-value="New Zealand Labour Party" |

style="width:4px; " data-sort-value="Green Party of Aotearoa New Zealand" |

style="width:4px; " data-sort-value="New Zealand First" |

style="width:4px; " data-sort-value="Māori Party" |

style="width:4px; " data-sort-value="Mana Party (New Zealand)" |

style="width:4px; " data-sort-value="ACT New Zealand" |

style="width:4px; " data-sort-value="United Future" |

style="width:4px; background-color:
#DDDDDD;" data-sort-value="Independent politician" |

| Đảng                                     | Đảng | Phiếu ủng hộ | Phiếu phản đối |
| ---------------------------------------- | --- | --- | -------------- |
| New Zealand National Party (59)          | 27 - Amy Adams - Chris Auchinvole - Maggie Barry - David Bennett - Paula Bennett - Jackie Blue - Cam Calder - David Carter - Judith Collins - Jacqui Dean - Craig Foss - Aaron Gilmore - Paul Goldsmith - Jo Goodhew - Tim Groser - Tau Henare - Paul Hutchison - Steven Joyce - Nikki Kaye - John Key (PM) - Hekia Parata - Jami-Lee Ross - Scott Simpson - Chris Tremain - Nicky Wagner - Kate Wilkinson - Maurice Williamson                                                           | 32 - Shane Ardern - Kanwal Singh Bakshi - Chester Borrows - Simon Bridges - Gerry Brownlee - Jonathan Coleman - Bill English - Chris Finlayson - Nathan Guy - John Hayes - Phil Heatley - Colin King - Melissa Lee - Sam Lotu-Iiga - Tim Macindoe - Todd McClay - Murray McCully - Ian McKelvie - Mark Mitchell - Alfred Ngaro - Simon O'Connor - Eric Roy - Tony Ryall - Mike Sabin - Katrina Shanks - Nick Smith - Lindsay Tisch - Anne Tolley - Louise Upston - Michael Woodhouse - Jian Yang - Jonathan Young |                |
| New Zealand Labour Party (34)            | 30 - Jacinda Ardern - Carol Beaumont - David Clark - Clayton Cosgrove - David Cunliffe - Clare Curran - Lianne Dalziel - Ruth Dyson - Kris Faafoi - Darien Fenton - Phil Goff - Chris Hipkins - Parekura Horomia - Raymond Huo - Shane Jones - Annette King - Iain Lees-Galloway - Andrew Little - Moana Mackey - Nanaia Mahuta - Trevor Mallard - Sue Moroney - David Parker - Rajen Prasad - Grant Robertson - David Shearer - Maryan Street - Phil Twyford - Louisa Wall - Megan Woods | 4 - Damien O'Connor - Ross Robertson - Rino Tirikatene - William Sio |                |
| Green Party of Aotearoa New Zealand (14) | 14 - Steffan Browning - David Clendon - Catherine Delahunty - Julie Anne Genter - Kennedy Graham - Kevin Hague - Gareth Hughes - Jan Logie - Mojo Mathers - Russel Norman - Denise Roche - Eugenie Sage - Metiria Turei - Holly Walker | – |                |
| New Zealand First (7)                    | – | 7 - Asenati Lole-Taylor - Tracey Martin - Winston Peters - Richard Prosser - Barbara Stewart - Andrew Williams - Denis O'Rourke |                |
| Māori Party (3)                          | 3 - Pita Sharples - Te Ururoa Flavell - Tariana Turia | – |                |
| Mana Party (1)                           | 1 - Hone Harawira | – |                |
| ACT New Zealand (1)                      | 1 - John Banks | – |                |
| United Future (1)                        | 1 - Peter Dunne | – |                |
| Độc lập (1)                              | – | 1 - Brendan Horan |                |
| Tổng cộng                                | Tổng cộng | 77 | 44             |

Vào tháng 12 năm 2016, trong cuộc họp báo đầu tiên sau khi nhậm chức, Thủ tướng Bill English tuyên bố sẽ bỏ phiếu ủng hộ hôn nhân cùng giới nếu một cuộc bỏ phiếu khác được tổ chức. Anh ấy nói "Bây giờ tôi có thể bỏ phiếu khác nhau về vấn đề hôn nhân đồng tính. Tôi không nghĩ rằng hôn nhân đồng tính là mối đe dọa đối với hôn nhân của bất kỳ ai khác." Tiếng Anh đã bỏ phiếu chống lại Đạo luật Liên minh Dân sự 2004 và Đạo luật Sửa đổi Hôn nhân (Định nghĩa về Hôn nhân) 2013, và ủng hộ Dự luật Sửa đổi Hôn nhân (Làm rõ Giới tính) 2005.
Thủ tướng đương nhiệm Jacinda Ardern ủng hộ hôn nhân cùng giới.

## Lợi ích kinh tế
New Zealand từ lâu đã là một điểm đến cho các đám cưới quốc tế. Từ năm 2013, do hôn nhân cùng giới không hợp pháp ở Úc (vào thời điểm đó) và các nước châu Á và Thái Bình Dương khác, nhiều cặp cùng giới từ các quốc gia này đã lợi dụng luật hôn nhân của New Zealand và kết hôn ở New Zealand. Điều này tỏ ra rất có lợi cho nền kinh tế của đất nước. Chỉ riêng các cặp đồng tính Úc đã chi khoảng 550 triệu đô la Úc một năm cho các nghi lễ kết hôn ở New Zealand. Các cặp vợ chồng ở Úc gồm 29% các cuộc hôn nhân cùng giới hoặc các kết hợp dân sự được tổ chức tại New Zealand vào năm 2016.

## Dư luận

### Thăm dò ý kiến
| Ngày                      | Tiến hành bởi                | Cỡ mẫu | Ủng hộ | Trung tính | Phản đối | Chưa quyết định | Ký hiệu lỗi |
| ------------------------- | ---------------------------- | ------ | ------ | ---------- | -------- | --------------- | ----------- |
| Tháng 9 năm 2004          | Herald-DigiPoll              | 750    | 40%    |            | 54%      |                 |             |
| 6–ngày 9 tháng 7 năm 2011 | Research New Zealand         | 500    | 60%    |            | 34%      | 4%              | ±4.6%       |
| 26–30 tháng 5, 2012       | ONE News Colmar Brunton Poll | 1005   | 63%    |            | 31%      | 5%              | ±3.1%       |
| 18–28 tháng 6, 2012       | Herald-DigiPoll              | 750    | 53.5%  |            | 40.5%    | 6%              | ±3.6%       |
| 11–17 tháng 11, 2012      | Research New Zealand         | 500    | 49%    | 15%        | 32%      |                 | ±4.7%       |
| Tháng 12, 2012            | Herald-DigiPoll              | 500    | 59%    |            | 38%      | 3%              | ±4.4%       |
| 13–19 tháng 12, 2012      | Key Research                 | 1000   | 53.9%  |            | 38.1%    | 8%              | ±3.1%       |
| 11–17 tháng 3, 2013       | Herald-DigiPoll              | 750    | 49.6%  |            | 48%      | 2.4%            | ±3.6%       |

Vào tháng 12 năm 2012 Herald-DigiPoll, hỗ trợ cho hôn nhân cùng giới thay đổi theo độ tuổi: những người trẻ tuổi cực kỳ ủng hộ hôn nhân cùng giới, trong khi những người trên 65 tuổi lại phản đối gay gắt.
Sự phản đối của công chúng đối với hôn nhân cùng giới tăng mạnh trong thời gian dự luật hôn nhân cùng giới đang được Quốc hội thảo luận. Các nhóm LGBT quy kết sự gia tăng này là "gây ra sự sợ hãi" từ các đối thủ, trong khi những người phản đối cho rằng "mọi người đang thức tỉnh với những tác động xã hội tiêu cực của việc thay đổi Đạo luật Hôn nhân". Tuy nhiên, kể từ khi dự luật trở thành luật, sự phản đối hôn nhân cùng giới đã giảm đáng kể, dưới 25% theo cuộc thăm dò năm 2016.
Một cuộc thăm dò được thực hiện bởi  Thời báo Waikato  vào tháng 8 năm 2012 cho thấy 46% cư dân Waikato ủng hộ hôn nhân cùng giới, trong khi 39% phản đối.

### Chiến dịch công cộng

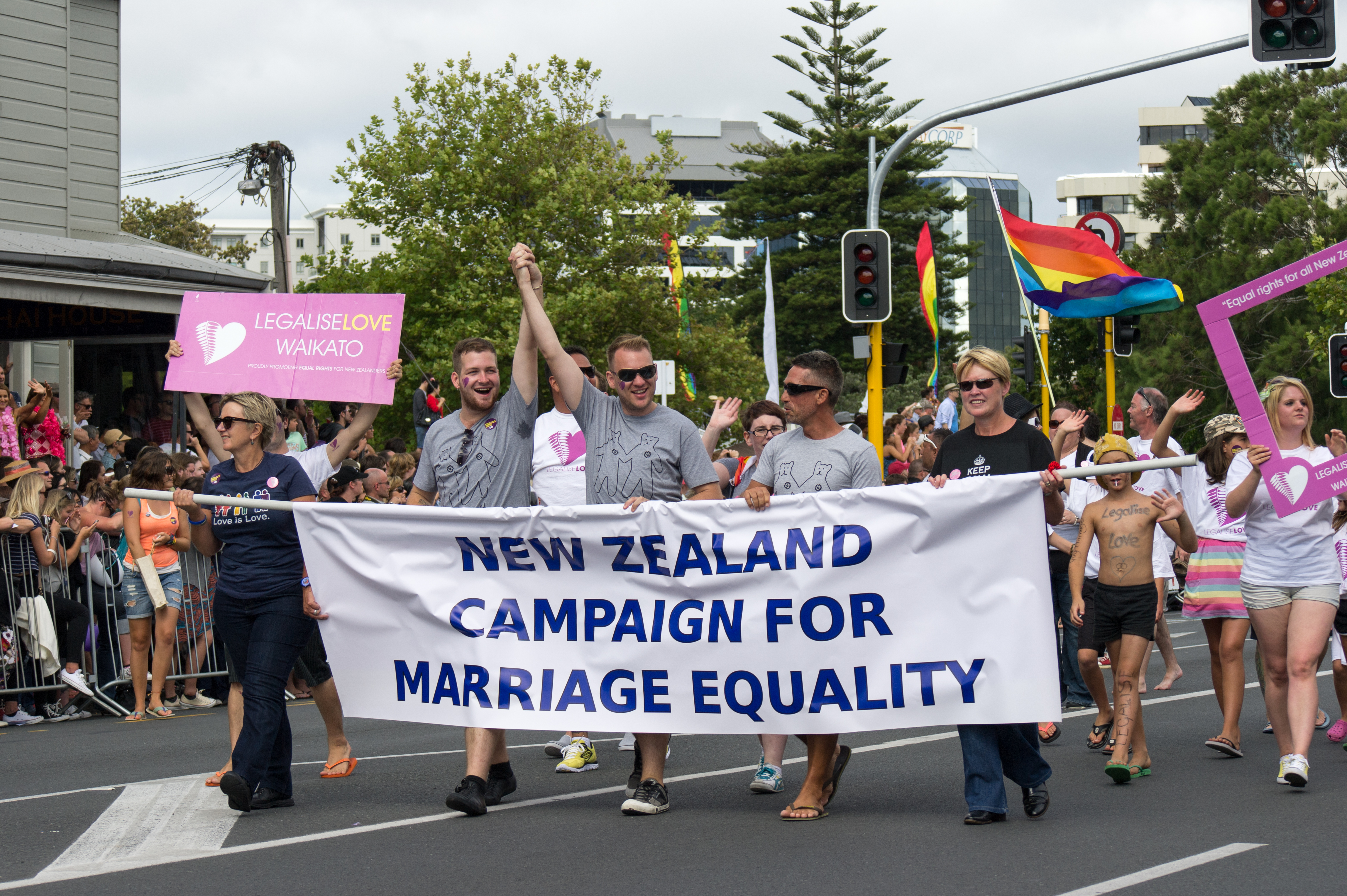
Diễu hành niềm tự hào ở Auckland vào tháng 2 năm 2013

Chiến dịch Hợp pháp hóa tình yêu đã được triển khai vào tháng 8 năm 2011 để thúc đẩy hôn nhân hợp pháp và bình đẳng nhận con nuôi ở New Zealand, và một cuộc biểu tình đã được tổ chức tại Tòa nhà Quốc hội New Zealand vào tháng 10 năm đó. Vào tháng 12 năm 2012, cựu Toàn quyền Catherine Tizard đã tham gia một chiến dịch video trực tuyến do Chiến dịch Bình đẳng Hôn nhân tổ chức ủng hộ hôn nhân cùng giới, cùng với các ca sĩ New Zealand Anika Moa, Boh Runga và Hollie Smith, cũng như Olympian Danyon Loader. Ủy ban Nhân quyền, cũng hỗ trợ hôn nhân cùng giới, nói rằng nếu dự luật hôn nhân được thông qua, các nhà thờ sẽ không bị buộc phải thực hiện hôn nhân giữa các cặp cùng giới.
Sự phản đối của công chúng đối với hôn nhân cùng giới đã đến từ Giáo hội Công giáo ở New Zealand, cũng như từ Đảng bảo thủ và Family First. Vào tháng 6 năm 2012, nhà lãnh đạo đầu tiên của Gia đình Bob McCroskie đã công bố ra mắt một trang web mới, Bảo vệ Hôn nhân New Zealand, trong đó nêu rõ lý do phản đối hôn nhân cùng giới ở New Zealand, mà sau đó đã sụp đổ vào ngày đầu tiên sau một cuộc tấn công quy mô lớn tấn công từ chối dịch vụ. Một bản kiến nghị với 50.000 chữ ký thể hiện sự phản đối hôn nhân cùng giới đã được trình lên Quốc hội vào tháng 8 năm 2012, trước khi đọc bản đầu tiên của  Hôn nhân (Định nghĩa về hôn nhân) Dự luật sửa đổi . Trong nửa tháng cuối cùng trước cuộc tranh luận đọc lần thứ ba, một số tổ chức Kitô giáo bảo thủ đã tổ chức "các cuộc cầu nguyện" bên ngoài New Zealand Beehive và ở Auckland và Wellington chống lại việc ban hành hôn nhân cùng giới. Anika Moa, người xuất hiện là một người đồng tính nữ vào năm 2007, đã lên kế hoạch cho một buổi hòa nhạc miễn phí tại Christchurch cho đêm đọc hóa đơn thứ ba để "kỷ niệm một cột mốc lịch sử cho các cặp cùng giới".
Vào tháng 3 năm 2013, cánh trẻ của cả tám đảng đại diện trong Nghị viện đã cùng tuyên bố ủng hộ dự luật, bao gồm cả cánh trẻ của Đệ nhất New Zealand, mà các nghị sĩ đã nói rằng họ sẽ bỏ phiếu chống lại nó.
Sau lần đọc thứ ba của Đạo luật sửa đổi  Hôn nhân (Định nghĩa về hôn nhân) 2013 , Lãnh đạo đảng Bảo thủ Colin Craig đã gọi việc hợp pháp hóa hôn nhân cùng giới là "thất bại của dân chủ" và cảnh báo "ngày tính toán "sẽ đến. Tại cuộc tổng tuyển cử ở New Zealand, 2014, Đảng Bảo thủ đã không vào được Quốc hội vì đã bỏ phiếu dưới mức [5 tỷ lệ thành viên hỗn hợp] của New Zealand cho đại diện bầu cử chỉ dành cho danh sách đảng. Không có đảng chính trị nào khác ở New Zealand đã cho thấy bất kỳ xu hướng nào để xem xét lại vấn đề; tuy nhiên, Family First tiếp tục vận hành trang web "Bảo vệ hôn nhân".